# Moho braccatus
Moho braccatus là một loài chim trong họ Mohoidae.Toàn bộ gia đình hiện đã tuyệt chủng. Trước đây nó được coi là một thành viên của nhóm ăn mật Australo-Thái Bình Dương (họ Meliphagidae).
Loài chim này là loài đặc hữu của đảo Kauaʻi. Nó phổ biến ở các khu rừng cận nhiệt đới trên đảo cho đến đầu thế kỷ XX, khi sự suy giảm của nó bắt đầu. Nó được nhìn thấy lần cuối vào năm 1985 và được nghe lần cuối vào năm 1987, với giả thuyết cho rằng cá thể cuối đã chết sau khi cơn bão Iniki đổ bộ Hawaii vào giữa năm 1992. Nguyên nhân dẫn đến sự tuyệt chủng của nó bao gồm sự du nhập của các loài săn mồi (chẳng hạn như chuột Polynesia, cầy mangut Ấn Độ nhỏ và lợn nhà), các bệnh do muỗi truyền và sự phá hủy môi trường sống.
Nó là thành viên cuối cùng còn sót lại của họ Mohoidae, có nguồn gốc từ hơn 15-20 triệu năm trước trong thế Miocene, với sự tuyệt chủng của Kauaʻi ʻōʻō đánh dấu sự tuyệt chủng duy nhất của toàn bộ họ chim trong hơn 500 năm.

## Từ nguyên
Người Hawaii bản địa đặt tên cho loài chim này là ʻōʻō ʻāʻā, từ từ ʻōʻō trong tiếng Hawaii, một từ tượng thanh mô tả từ âm thanh tiếng kêu của chúng, và ʻāʻā, có nghĩa là người lùn.

## Mô tả
Loài chim này là một trong những loài ʻōʻō nhỏ nhất của Hawaii, nếu không phải là loài nhỏ nhất, chỉ dài hơn 20 cm (8 in). Đầu, cánh và đuôi có màu đen. Phần còn lại của phần trên có màu nâu xám, trở nên xù xì ở phần mông và hai bên sườn. Cổ họng và ngực có màu đen với vạch trắng, đặc biệt nổi bật ở con cái. Các lông đuôi ở giữa dài và có một chùm lông nhỏ màu xám ở dưới gốc cánh. Trong khi mỏ và chân có màu đen thì lông ở chân có màu vàng đậm. Đó là ʻōʻō duy nhất được biết là có đôi mắt với tròng đen màu vàng. Giống như các loài ăn mật khác, nó có mỏ nhọn và hơi cong để lấy mật hoa. Nguồn mật hoa ưa thích của nó là loài Lobelia và cây ʻohiʻa lehua. Ngoài ra, loài này còn được quan sát thấy kiếm ăn trên cây lapalapa. Nó cũng ăn động vật không xương sống nhỏ và trái cây. Kauaʻi ʻōʻō có giọng hát rất hay, tạo ra những tiếng kêu trống rỗng, thất thường, giống như tiếng sáo. Cả nam và nữ đều biết hát.

## Sự tuyệt chủng
Con chim này làm tổ trong các hẻm núi có rừng rậm ở Kauaʻi. Tất cả họ hàng của nó cũng đã tuyệt chủng, chẳng hạn như Hawaiʻi ʻōʻō, ʻōʻō của Bishop, và Oʻahu ʻōʻō. Tương đối ít thông tin về loài chim đã tuyệt chủng này. Loài này đã tuyệt chủng do nhiều vấn đề, bao gồm các bệnh lây truyền qua muỗi (khiến loài này phải rút lui lên vùng đất cao hơn, cuối cùng rút lui đến các khu rừng trên núi cao trong Khu bảo tồn hoang dã Alakaʻi), sự du nhập của các loài động vật có vú săn mồi và nạn phá rừng. Những khu rừng ở độ cao cao hơn thiếu các hốc cây nên rất ít, nếu có, có thể làm tổ. Tính đến đầu những năm 1960, loài chim này có số lượng ước tính khoảng 34 cá thể còn sống. Vào những năm 1970, đoạn phim duy nhất được biết đến về loài chim này được John L. Sincock quay trên phim Super 8 và một số bản thu âm bài hát cũng được thực hiện (với Harold Douglas Pratt Jr. là một trong những người tham gia thu âm các bài hát). Năm 1981, một cặp đã được tìm thấy.
Cú đánh cuối cùng là hai cơn bão Iwa và Iniki xảy ra cách nhau mười năm. Họ phá hủy nhiều cây cổ thụ còn sâu răng và cấm cây phát triển khi cây thứ hai đến, khiến loài này biến mất. Kết quả là con chim cái cuối cùng đã biến mất (có thể bị giết bởi cơn bão Iwa). Con chim đực được nhìn thấy lần cuối vào năm 1985, và bản ghi âm cuối cùng được thực hiện vào năm 1987 bởi David Boynton. Sau các chuyến thám hiểm thất bại vào năm 1989 và cơn bão Iniki năm 1992, loài này đã bị IUCN tuyên bố tuyệt chủng vào năm 2000. Một số người vẫn tin rằng loài này có thể sống sót mà không bị phát hiện, vì nó đã được tuyên bố tuyệt chủng hai lần: một lần vào những năm 1940 (sau đó được khám phá lại vào năm 1960) và một lần nữa từ cuối những năm 1960 đến đầu những năm 1970, được khám phá lại bởi nhà sinh vật học hoang dã John Sincock. Tuy nhiên, nó có tiếng kêu lớn và đặc biệt, và các cuộc khảo sát chuyên sâu diễn ra từ năm 1989 đến năm 2000 đều không tìm thấy bất kỳ loài nào. Vào năm 2021, Cơ quan Cá và Động vật hoang dã Hoa Kỳ đề xuất tuyên bố loài này đã tuyệt chủng. Vào tháng 10 năm 2023, nó bị tuyên bố tuyệt chủng và bị xóa khỏi Đạo luật về các loài có nguy cơ tuyệt chủng.[2]